# Comté de Denmark
Le Comté de Denmark est une zone d'administration locale sur la côte sud-est de l'Australie-Occidentale en Australie. Le comté est situé à 55 km à l'ouest d'Albany et à 420 kilomètres au sud-sud-est de Perth, la capitale de l'État. 
Le centre administratif du comté est la ville de Denmark.
Le comté est divisé en un certain nombre de localités:
- Denmark
- Bow Bridge
- Hazelvale
- Ocean Beach
- Parryville
- Peaceful Bay
- Scotsdale
- Tingledale
- William Bay

Le comté a 12 conseillers locaux et est divisé en 3 circonscriptions
- Scotsdale/Shadforth Ward (5 conseillers)
- Town Ward (4 conseillers)
- Kent/Nornalup Ward (3 conseillers).